# جحا العودة (مسلسل)
جحا العودة هو مسلسل جزائري، يتناول الحكاية الفلكورية جحا، أخرجه المخرج الجزائري عمار محسن وسيناريو حسين طِيلب، قام بتجسيده الدور الرئيسي حكيم دكار.

## الممثلون
قائمة الممثلون:
- حكيم دكار لعب الدور الرئيسي: جحا
- باديس فضلاء
- سميرة صحراوي
- علاوة زرماني
- مدني نعمون
- فطيمة حليلو
- جمال دكار
- محي الدين بوزيد
- محمد عجايمي
- نادية بن يوسف

## حلقات المسلسل
| م  | الحلقات     | العنوان          |
| -- | ----------- | ---------------- |
| 1  | الاولى      | نداء التاريخ     |
| 2  | الثانية     | العودة           |
| 3  | الثالثة     | الجائزة الكبرى   |
| 4  | الرابعة     | النصيحة          |
| 5  | الخامسة     | الطوفان          |
| 6  | السادسة     | طريق الشام       |
| 7  | السابعة     | خداوج العمياء    |
| 8  | الثامنة     | مدينة الهبال     |
| 9  | التاسعة     | زعيم المجانين    |
| 10 | العاشرة     | أنا جحا أنت شكون |
| 11 | الحادية عشر | الرجوع           |

## روابط خارجية
- حلقات مسسلسل جحا العودة - القناة الرسمية للتلفزيون الجزائري ENTV - يوتيوب